# Поддубное (Львовская область)
Поддубное (укр. Піддубне) — село в Белзской городской общине Шептицкого района Львовской области Украины.
Население по переписи 2001 года составляло 205 человек. Занимает площадь 0,61 км². Почтовый индекс — 80065. Телефонный код — 3257.